# تمبر کوو (کالیفرنیا)
تمبر کوو (به انگلیسی: Timber Cove) یک منطقهٔ مسکونی در ایالات متحده آمریکا است که در شهرستان سونوما، کالیفرنیا واقع شده‌است. تمبر کوو ۱۴٫۶۳۷ کیلومتر مربع مساحت و ۱۶۴ نفر جمعیت دارد و ۱۶۸٫۸۶ متر بالاتر از سطح دریا واقع شده‌است.